# Alexandre Moreno
Alexandre Moreno Lopera (ur. 8 czerwca 1993 w Sant Sadurní d'Anoia) – hiszpański piłkarz występujący na pozycji obrońcy w angielskim klubie Aston Villa.